# (37947) 1998 HJ20
1998 HJ20 (asteroide 37947) é um asteroide da cintura principal. Possui uma excentricidade de 0.02452440 e uma inclinação de 1.90341º.
Este asteroide foi descoberto no dia 20 de abril de 1998 por LINEAR em Socorro.